# Emily Dickinson
Emily Elizabeth Dickinson (10 tháng 12 năm 1830 – 15 tháng 5 năm 1886) là một nhà thơ Mỹ. Cùng với Walt Whitman, Emily Dickinson đã trở thành nhà thơ đặc sắc nhất của Mỹ trong thế kỉ 19.

## Tiểu sử
Emily Dickinson sinh ở Amherst, Massachusetts trong một gia đình có ba người con. Emily có anh trai Austin và em gái Lavinia. Bố là luật sư và là Thượng nghị sĩ Quốc hội. Học xong đại học, Emily Dickinson sống một cuộc sống thu mình, hầu như không ra khỏi nhà. Việc làm thơ của bà cũng không một ai biết. Tuy là một nhà thơ nổi tiếng, nhưng chỉ khoảng vài trên dưới một chục bài thơ của bà được xuất bản khi bà còn sống. Những bài thơ đầu tiên của bà được in năm 1890 nhưng không mấy ai để ý. Tuyển tập thơ đầu tiên chỉ được in ra vào năm 1955.
Thế kỷ 20, Emily Dickinson được thừa nhận là một nhà thơ lớn của nước Mỹ. Bà là người đầu tiên trong thơ Mỹ sử dụng lối thơ hai câu liền vần (para-rhyme). Emily Dickinson để lại cho đời gần 1800 bài thơ. Những bài thơ nho nhỏ nhưng được đánh giá là đầy ắp những ý tưởng mới lạ và độc đáo. Thơ của Emily Dickison được dịch ra nhiều thứ tiếng trên thế giới, trong đó có tiếng Việt.

## Tác phẩm
- Dickinson, Emily (2006). Emily Dickinson's Herbarium. Cambridge, Mass.: Belknap Press of Harvard University Press.
- Farr, Judith; Louise Carter (2004). The Gardens of Emily Dickinson. Cambridge, Mass.; London: Harvard University Press.

## Một vài bài thơ
| 19 A sepal, petal, and a thorn Upon a common summer's morn — A flask of Dew — A Bee or two — A Breeze — a caper in the trees — And I'm a Rose! 47 Heart! We will forget him! You and I - tonight! You may forget the Warmth he gave - I will forget the Light! When you have done, pray tell me That I may straight begin! Haste! lest while you're lagging I may remember him! 137 Water, is taught by thirst; Land - by the Oceans passed. Transport - by throe - Peace - by its battles told - Love, by Memorial Mold - Birds, by the Snow. 181 I lost a World — the other day! Has Anybody found? You'll know it by the Row of Stars Around its forehead bound. A Rich man — might not notice it — Yet — to my frugal Eye, Of more Esteem than Ducats — Oh find it — Sir — for me! 182 If I shouldn't be alive When the Robins come, Give the one in Red Cravat, A Memorial crumb. If I couldn't thank you, Being fast asleep, You will know I'm trying With my Granite lip! 185 "Faith" is a fine invention For gentlemen who see; But microscopes are prudent In an emergency! 224 I've nothing else - to bring, You know So I keep bringing These- Just as the Night keeps fetching Stars To our familiar eyes- Maybe, we shouldn't mind them- Unless they didn't come- Then - maybe, it would puzzle us To find our way Home - 260 I'm nobody! Who are you? Are you nobody, too? Then there's a pair of us--don't tell! They'd banish us, you know. How dreary to be somebody! How public, like a frog To tell your name the livelong day To an admiring bog! 314 "Hope" is the thing with feathers – That perches in the soul – And sings the tune without the words – And never stops – at all – And sweetest – in the Gale – is heard – And sore must be the storm – That could abash the little Bird That kept so many warm – I've heard it in the chillest land – And on the strangest Sea – Yet, never, in Extremity, It asked f crumb – of Me. 377 To lose one's faith -- surpass The loss of an Estate -- Because Estates can be Replenished -- faith cannot -- Inherited with Life -- Belief -- but once -- can be -- Annihilate a single clause -- And Being's -- Beggary -- 441 This is my letter to the World That never wrote to Me — The simple News that Nature told — With tender Majesty Her Message is committed To Hands I cannot see — For love of Her — Sweet — countrymen — Judge tenderly — of Me 449 I died for Beauty — but was scarce Adjusted in the Tomb When One who died for Truth, was lain In an adjoining Room — He questioned softly why I failed? "For Beauty," I replied — "And I — for Truth — Themself are One— We Brethren are," He said— And so, as Kinsmen, met at Night — We talked between the Rooms — Until the Moss had reached our lips— And covered up — our names — 686 They say that "Time assuages" - Time never did assuage- An actual suffering strengthens As Sinews do, with age- Time is a Test of Trouble, But not a Remedy- If such it prove, it prove too There was no Malady- 712 Because I could not stop for Death – He kindly stopped for me – The Carriage held but just Ourselves – And Immortality. We slowly drove – He knew no haste And I had put away My labor and my leisure too, For His Civility – We passed the School, where Children strove At Recess – in the Ring – We passed the Fields of Gazing Grain – We passed the Setting Sun – Or rather – He passed Us – The Dews drew quivering and chill – For only Gossamer, my Gown – My Tippet – only Tulle – We paused before a house that seemed A Swelling of the Ground – The Roof was scarcely visible – The Cornice – in the Ground – Since then – 'tis Centuries – and yet Feels shorter than the Day – I first surmised the Horses' Heads Were toward Eternity – 887 We outgrow love like other things And put it in the Drawer - Till it an Antique fashion shows - Like Costumes Grandsires wore. 919 If I can stop one heart from breaking, I shall not live in vain; If I can ease one life the aching, Or cool one pain, Or help one fainting robin Unto his nest again, I shall not live in vain. 1052 I never saw a Moor – I never saw the Sea – Yet Know I how the Heather looks And what a Billow be. I never spoke with God Nor visited in Heaven – Yet certain am I of the spot As if the Checks were given 1129 Tell all the Truth but tell it slant – Success in Circuit lies Too bright for our infirm Delight The Truth's superb surprise As Lightning to the Children eased With explanation kind The Truth must dazzle gradually Or every man be blind – 1263 There is no Frigate like a Book To take us Lands away Nor any Coursers like a Page Of prancing Poetry— This Traverse may the poorest take Without oppress of Toll— How frugal is the Chariot That bears the Human soul. 1470 The Sweets of Pillage, can be known To no one but the Thief — Compassion for Integrity Is his divinest Grief — | 19 Này đài hoa, cánh hoa và gai nhỏ Trong buổi sáng bình minh Những giọt sương – một vài con ong Nụ bạch hoa trên cây và cơn gió Và tôi là một đóa hoa hồng! 47 Nào, con tim! Về người ấy đêm này Ta và mi hãy cùng quên lãng. Ta sẽ quên nguồn sáng Còn mi – nồng ấm, mê say. Khi quên rồi, mi hãy nói cho ta Để ta, sẽ bắt đầu tim nhé Chứ bây giờ mi lần lữa Thì ta vẫn cứ nhớ về. 137 Yêu nước – những ai trong cơn khát Quý đất – người đang giữa đại dương Vui vẻ, hân hoan chỉ biết đến khi buồn Ai đang chiến đấu – kẻ yêu hoà bình nhất. Còn ta yêu – là khi tình đã mất Khi tuyết trắng trời ta lại nhớ về chim. 181 Tôi đánh mất Thế giới ngày hôm qua Không biết có ai đã tìm thấy nó? Dấu hiệu nhận biết: là dải ngân hà Ngàn vạn ngôi sao ở quanh thân nó. Quả chẳng đáng gì với người giàu có Nhưng nó là báu vật đối với tôi Ngay tiền vàng cũng không là gì cả Xin hãy tìm và trả lại cho tôi. 182 Nếu như trời không cho tôi sống đến Ngày những con chim cổ đỏ bay về Thì mẩu bánh mỳ để làm kỷ niệm Hãy ném cho một trong số chim kia. Và nếu như lời cám ơn với bạn Do ngủ say mà chưa nói lên lời Thì bạn hãy hiểu đó là ý muốn Từ đôi bờ môi bằng đá của tôi. 185 Lòng tin – đấy là điều tốt đẹp Cho những quí ông nhìn thấy rõ ràng Nhưng kính hiển vi cần để dự phòng Trong trường hợp khẩn cấp! 224 Em chẳng có gì mới mẻ với anh đâu Bởi biết bao ngày ta đã sống Bởi đêm vẫn gìn giữ những vì sao Mà mắt ta đã quen nhìn ngắm. Có thể hai ta không từng để ý Nhưng nếu những vì sao không tới Thì đường trở về nhà Chúng ta đã tìm chẳng ra 260 Tôi không là ai! Còn bạn là ai? Bạn cũng không là ai, có phải vậy? Chúng ta thành một đôi, nhưng đừng nói Kẻo họ sẽ đuổi ta, bạn biết rồi. Thật đáng buồn khi phải là ai đó! Trước mọi người, như một con ễnh ương Nhắc cái tên mình suốt ngày suốt đêm Cho đám đông như bãi lầy ái mộ. 314 Hy vọng là một con chim Con chim nhỏ ở trong hồn Giai điệu không lời chim hát Và không bao giờ lặng im. Cho dù giữa trận cuồng phong Tiếng chim càng ngọt ngào hơn Ôi tiếng hát con chim nhỏ Cất lên sưởi ấm bao lòng. Tôi nghe ở nơi lạnh lùng Ở nơi biển chẳng hề quen Mà chim không hề đòi hỏi Dù là mẩu bánh mỳ con. 377 Mất lòng tin – tệ hơn Là đánh mất tiền của Tiền của mất rồi có Nhưng lòng tin thì không. Di sản với cuộc đời Chỉ một lần cho bạn Bạn trở thành phá sản Dù bỏ một dòng thôi. 441 Đây bức thư tôi tôi viết cho thế gian Mà sau cho tôi không cần viết lại Bằng điều giản đơn Thiên nhiên đã nói Và kèm theo sự dịu nhẹ trang nghiêm. Tôi trao nó cho bàn tay vô hình Mà muôn thuở tôi không hề biết được Hãy nuôi dưỡng một tình yêu dịu ngọt Và nhẹ nhàng phán xét nhé đồng hương. 449 Tôi đã chết vì cái đẹp Ngay vừa khi xuống mộ tôi nằm Người bên cạnh liền hỏi thăm Vì điều gì mà tôi đã chết. Tôi trả lời: "Tôi chết vì cái đẹp" Và tôi hiểu người ấy vui mừng Người nói rằng: "Còn tôi vì Sự thật Chúng ta là những anh em". Chúng tôi như người bà con hằng đêm Chuyện trò thâu đêm suốt sáng Một khi rêu chưa che kín miệng Và chưa phủ lên những cái tên. 686 Nghe rằng: "Thời gian làm lành hẳn" Thời gian không chữa khỏi bao giờ. Nỗi đau giống như bắp cơ Càng săn chắc theo năm tháng. Nhưng thời gian sẽ kiểm tra Qua khổ đau có còn lành lặn Nghĩa là, ta buồn lo cho phí uổng Nghĩa là ta chưa đau khổ bao giờ. 712 Bởi vì tôi không dừng chờ thần chết Nên ngài vui lòng dừng lại chờ tôi Thành ra chuyến xe gồm có ba người Đó là: tôi, bất tử và thần chết. Chúng tôi thư thả, thần chẳng vội vàng Và tôi dẹp sang một bên mọi thứ Sự nghỉ ngơi và cả công việc nữa Chỉ vì do sự lịch thiệp của thần. Chúng tôi qua ngôi trường, nơi trẻ con Đang giải lao, giờ học vừa kết thúc Xe chúng tôi trên cánh đồng tiếp tục Khi mặt trời đang xuống – buổi hoàng hôn. Chính xác hơn – là mặt trời đi ngang Qua chúng tôi, sương bắt đầu rơi lạnh Quần áo tôi tất cả bằng vải mỏng Và chỉ mong manh một tấm khăn choàng. Thế rồi chúng tôi dừng trước ngôi nhà Giống như đất trồi lên thành đống vậy Hình dáng mái nhà không nhìn đâu thấy Còn mái đua nằm trong mặt đất kia. Kể từ đó nhiều thế kỷ trôi qua Mà với tôi như một ngày là thế Tôi đoán rằng những cái đầu ngựa ấy Vẫn hướng theo sự bất tử bay về. 887 Ta lớn vượt tình yêu giống như áo quần Và sau đó ta đem cất vào tủ Cho đến một ngày chúng trở thành buổi trình diễn thời trang cổ Như ở ngày hội Grandsires. 919 Giá mà tôi ngăn được một trái tim tan vỡ Thì tôi sẽ sống trên đời này chẳng hoài công Giá tôi làm dịu được nỗi đau của cuộc đời ai đó Hay hàn gắn được cho ai dù một vết thương lòng Hoặc giá tôi giúp được cho một chú chim non Tìm được đường để quay trở về lại tổ Thì tôi sẽ sống trên đời này chẳng hoài công. 1052 Chưa bao giờ thấy biển Hay đồng cỏ bao giờ Nhưng mà tôi biết sóng Biết cây cỏ đung đưa. Chưa chuyện trò với Chúa Chưa có mặt trên trời Nhưng biết nơi cấp vé Biết Chúa chẳng quên tôi. 1129 Nói sự thật, nhưng một chút vòng vo Muốn thành công quanh co hơn là thẳng Niềm hân hoan cho tâm hồn nguy hiểm Và sẽ ngạc nhiên trước sự thật kia. Như con trẻ không sợ gì tiếng sét Là bởi vì được giải thích kỹ càng Sự thật phải để tỏa sáng dần dần Nếu không muốn cho một ai mù mắt. 1263 Không có thuyền nào bằng cuốn sách Đưa chúng ta đi khắp mọi nơi Không có ngựa nào bằng trang sách In câu thơ yên ngựa tuyệt vời. Người giàu hay nghèo cũng vậy thôi Quyền hành ở đây như nhau cả Không có cỗ xe nào đáng giá Bằng cỗ xe chuyên chở hồn người. 1470 Sự ngọt ngào của việc trộm cướp Chỉ tên trộm là có thể hiểu ra Lòng thương hại cho sự trung thực Là nỗi buồn cao thượng của hắn ta. Bản dịch của Nguyễn Viết Thắng |